# SG OrPo Danzig
SG OrPo Danzig (celým názvem: Sportgemeinschaft der Ordnungspolizei Danzig) byl německý policejní fotbalový klub, který sídlil v západopruském městě Danzig (dnešní Gdaňsk v Pomořském vojvodství). Založen byl v roce 1920, zanikl v roce 1945 po sovětsko-polské anexi Pruska. Klubové barvy byly modrá a bílá.
Své domácí zápasy odehrával na stadionu Polizeisportplatz Langfuhr.

## Historické názvy
- 1920 – SV Schutzpolizei Danzig (Sportverein Schutzpolizei Danzig)
- 1939 – Polizei SV Danzig (Polizeisportverein Danzig)
- 1941 – SG OrPo Danzig (Sportgemeinschaft der Ordnungspolizei Danzig)

## Účast v nejvyšší soutěži
- Gauliga Ostpreußen
  - 1934/35, 1935/36, 1936/37, 1937/38, 1938/39
- Gauliga Danzig-Westpreußen
  - 1940/41, 1941/42, 1942/43

## Umístění v jednotlivých sezonách
Stručný přehled
Zdroj: 
- 1934–1935: Gauliga Ostpreußen – sk. A
- 1935–1938: Gauliga Ostpreußen – sk. Danzig
- 1938–1939: Gauliga Ostpreußen
- 1939–1940: Bezirksliga Ostpreußen
- 1940–1943: Gauliga Danzig-Westpreußen

Jednotlivé ročníky
Zdroj: 
Legenda: Z - zápasy, V - výhry, R - remízy, P - porážky, VG - vstřelené góly, OG - obdržené góly, +/- - rozdíl skóre, B - body, červené podbarvení - sestup, zelené podbarvení - postup, světle fialové podbarvení - přesun do jiné soutěže
| Velkoněmecká říše (1934 – 1943) |                                 |        |                                                             |                                                             |                                                             |                                                             |                                                             |                                                             |                                                             |                                                             |        |
| Sezóny                          | Liga                            | Úroveň | Z                                                           | V                                                           | R                                                           | P                                                           | VG                                                          | OG                                                          | +/-                                                         | B                                                           | Pozice |
| 1934/35                         | Gauliga Ostpreußen – sk. A      | 1      | 12                                                          | 7                                                           | 1                                                           | 4                                                           | 42                                                          | 34                                                          | +8                                                          | 15                                                          | 2.     |
| 1935/36                         | Gauliga Ostpreußen – sk. Danzig | 1      | 12                                                          | 2                                                           | 2                                                           | 8                                                           | 16                                                          | 33                                                          | -17                                                         | 6                                                           | 6.     |
| 1936/37                         | Gauliga Ostpreußen – sk. Danzig | 1      | 12                                                          | 2                                                           | 2                                                           | 8                                                           | 15                                                          | 33                                                          | -18                                                         | 6                                                           | 6.     |
| 1937/38                         | Gauliga Ostpreußen – sk. Danzig | 1      | 12                                                          | 4                                                           | 4                                                           | 4                                                           | 19                                                          | 24                                                          | -5                                                          | 12                                                          | 3.     |
| 1938/39                         | Gauliga Ostpreußen              | 1      | 18                                                          | 7                                                           | 3                                                           | 8                                                           | 36                                                          | 47                                                          | -11                                                         | 17                                                          | 4.     |
| 1939/40                         | Bezirksliga Ostpreußen          | 2      | ...                                                         | ...                                                         | ...                                                         | ...                                                         | ...                                                         | ...                                                         | ...                                                         | ...                                                         |        |
| 1940/41                         | Gauliga Danzig-Westpreußen      | 1      | 10                                                          | 2                                                           | 1                                                           | 7                                                           | 16                                                          | 38                                                          | -22                                                         | 6                                                           | 6.     |
| 1941/42                         | Gauliga Danzig-Westpreußen      | 1      | 18                                                          | 6                                                           | 1                                                           | 11                                                          | 40                                                          | 57                                                          | -17                                                         | 13                                                          | 8.     |
| 1942/43                         | Gauliga Danzig-Westpreußen      | 1      | Klub se odhlásil v průběhu sezóny, výsledky byly anulovány. | Klub se odhlásil v průběhu sezóny, výsledky byly anulovány. | Klub se odhlásil v průběhu sezóny, výsledky byly anulovány. | Klub se odhlásil v průběhu sezóny, výsledky byly anulovány. | Klub se odhlásil v průběhu sezóny, výsledky byly anulovány. | Klub se odhlásil v průběhu sezóny, výsledky byly anulovány. | Klub se odhlásil v průběhu sezóny, výsledky byly anulovány. | Klub se odhlásil v průběhu sezóny, výsledky byly anulovány. | 11.    |